# أبيل ستيفنز
أبيل ستيفنز (بالإنجليزية: Abel Stevens)‏ هو كاتب أمريكي، ولد في 1815، وتوفي في 1897.